# Charles Byron Renfrew
Charles Byron Renfrew (* 31. Oktober 1928 in Detroit, Michigan; † 14. Dezember 2017) war ein US-amerikanischer Jurist, Richter und Wirtschaftsmanager, der auch stellvertretender US Attorney General war.

## Leben

### Aufstieg zum US Deputy Attorney General und Chevron-Manager
Renfrew leistete nach dem Schulbesuch zuerst von 1946 bis 1948 seinen Militärdienst in der US Navy, ehe er anschließend an der Princeton University studierte und dort 1952 einen Bachelor of Arts (B.A.) erwarb. Nachdem er sich daraufhin während des Koreakrieges in der US Army erneut im aktiven Militärdienst befunden hatte, studierte er von 1953 bis 1956 Rechtswissenschaften an der University of Michigan Law School und schloss dieses Studium mit einem Bachelor of Laws (LL.B.) ab.
Nach seiner anschließenden anwaltlichen Zulassung wurde er 1956 zuerst angestellter Rechtsanwalt in der Anwaltskanzlei Pillsbury, Madison & Sutro, ehe er zwischen 1965 und 1972 Partner dieser Kanzlei war. Daraufhin war er von 1972 und 1980 Richter am US District Court für den nördlichen Bezirk Kaliforniens.
1980 erfolgte die Ernennung von Renfrew, der Mitglied der Demokratischen Partei war, zum US Deputy Attorney General und damit zum stellvertretenden Justizminister in der Regierung von US-Präsident Jimmy Carter.
Nach dem Ende von Carters Amtszeit kehrte er 1981 zunächst als Partner in die Kanzlei Pillsbury, Madison & Sutro zurück und war danach von 1983 bis 1993 Mitglied des Board of Directors sowie Vizepräsident für Rechtsangelegenheiten des Mineralölunternehmens Chevron Corporation. Nach seinem Ausscheiden bei Chevron war er zuletzt von 1993 bis 1997 Partner von LeBoeuf, Lamb, Greene & MacRae, einer Anwaltskanzlei mit heute 700 Rechtsanwälten und Sitz in New York City.

### Ehrenamtliches Engagement
Renfrew engagierte sich außerdem in juristischen Organisationen wie American Bar Association, American Bar Foundation, American Judicature Society, American Law Institute, Association of General Counsel, Bar Association of San Francisco, Southwestern Legal Foundation und Supreme Court Historical Society und war auch Präsident des American College of Trial Lawyers, Vorsitzender des International Institute for Conflict Resolution and Prevention sowie Mitglied des Board of Directors des National Center for State Courts.
Daneben war Renfrew, der auch Mitglied der Verbindungen Order of the Coif sowie Phi Beta Kappa war, auch Vorsitzender des Hauptrechtsausschusses des American Petroleum Institute sowie von 1974 bis 1991 Mitglied des Board of Governors der San Francisco Symphony und danach zwischen 1991 und 1996 Trustee des San Francisco Museum of Modern Art. 1982 war er darüber hinaus für den Council on Foreign Relations tätig.